# Матишешти (Алба)
Матишешти (рум. Mătișești) насеље је у Румунији у округу Алба у општини Хореа. Oпштина се налази на надморској висини од 1108 m.

## Становништво
Према подацима из 2002. године у насељу је живело 504 становника, од којих су сви румунске националности.